# Idioscopus fasciolatus
Idioscopus fasciolatus är en insektsart som beskrevs av William Lucas Distant 1908. Idioscopus fasciolatus ingår i släktet Idioscopus och familjen dvärgstritar. Inga underarter finns listade i Catalogue of Life.